# Sharkey Bonano

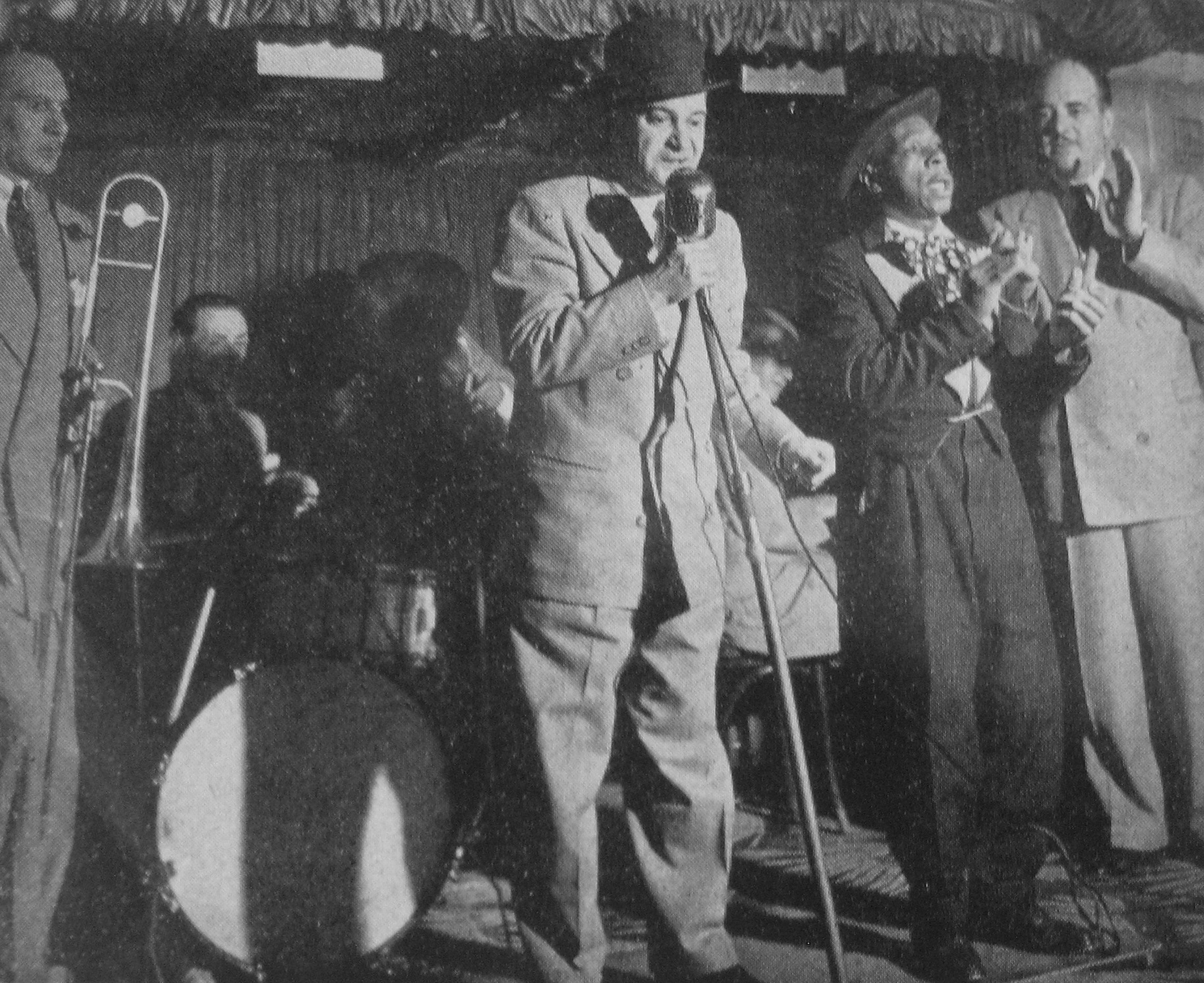
Sharkey Bonano (1950)

Sharkey Bonano (* 9. April 1904 in Milneburg (Louisiana); † 27. März 1972 in New Orleans) war ein US-amerikanischer Jazz-Trompeter und Bandleader. Er wurde als Joseph Gustaf Bonano geboren, nannte sich selbst aber auch Sharkey Banana oder Sharkey Bananas.

## Leben und Wirken
Bonano war bereits als Teenager ein gefragter Kornettist und spielte in New Orleans und zusammen mit der Band von Eddie Edwards auch in New York City. Danach spielte Sharkey mit unterschiedlichen Bands zusammen. Seine erste Plattenaufnahme nahm er 1925 zusammen mit der Band von Norman Brownlee in New Orleans auf.
Er kehrte 1927 nach New York zurück und spielte bei Jimmy Durante und Jean Goldkette. Um 1928 wechselte er auf die Trompete. In diesem Jahr nahm er unter Leitung des Schlagzeugers und Kornettisten Monk Hazel mit dem hochgeschätzten New Orleans Klarinettisten Sidney Arodin und Hal Jordy, Saxophone, einige Titel auf (Panama, High Society u. a.), die formal noch dem New-Orleans-Idiom huldigen, trotz konventionellem Two-Beat der Rhythmusgruppe aber in Bonanos Soli melodisch und rhythmisch schon auf den frühen Swing hinweisen. Bonanos weniger an eine „lead trumpet“ als an eine Klarinettenstimme erinnernde, kaum Pausen einstreuende und den Grundrhythmus aufbrechende Improvisationen müssen dabei für die anderen Mitglieder der Melodiegruppe im Ensemblespiel eine Herausforderung gewesen sein. In den 1930ern hatte er eine eigene Gruppe und wurde als Sänger und Trompeter im Stil von Louis Armstrong bekannt. 1938 nahm er mit der Original Dixieland Jazz Band auf.
Nach dem Zweiten Weltkrieg tourte er durch Europa, Asien und Südamerika. Zum Film Road to Perdition trug er eine Variante von Everybody Loves My Baby aus dem Jahr 1924 bei. 1958 trat er in der Fernseh-„Jazzparty“ in New Orleans auf.
Obwohl viele Fans sich eher an Bonanos populäre Aufnahmen à la Louis Prima oder Wingy Manone erinnern, leitete sein flüssiges, relativ fortschrittliches Spiel Ende der zwanziger Jahre zusammen mit dem von Henry Red Allen doch zu moderneren Trompetenstilen wie denen eines Roy Eldridge über.

## Diskografie (Auswahl)
- Sharkey Bonano 1928-1937
- Sounds of New Orleans, Vol. 4
- Sounds of New Orleans, Vol. 8
- 1958: Sharkey Bonano - In a New Orleans Jam Session
- 1960: Sharkey Bonano - Dixieland at the Roundtable
- 1989: Sharkey Bonano - Sharkey & His Kings of Dixieland
- 1998: Sharkey Bonano and His Sharks of Rhythm

## Lexikalische Einträge
- Carlo Bohländer, Karl Heinz Holler: Reclams Jazzführer (= Reclams Universalbibliothek. Nr. 10185/10196). Reclam, Stuttgart 1970, ISBN 3-15-010185-9.
- Leonard Feather, Ira Gitler: The Biographical Encyclopedia of Jazz. Oxford University Press, New York 1999, ISBN 0-19-532000-X.